# Imatu
Imatu är en mindre by (estniska: küla) i Alutaguse kommun i landskapet Ida-Virumaa i nordöstra Estland. Byn ligger vid bäcken Imatu oja, 13 kilometer österut från småköpingen Iisaku. Sjön Imatu järv ligger inom byns territoriella område.
I kyrkligt hänseende hör byn till Iisaku församling inom den Estniska evangelisk-lutherska kyrkan.
Före kommunreformen 2017 tillhörde byn dåvarande Iisaku kommun.